# Samantha Fox (actriz pornográfica)
Samantha Fox (Nueva York, 3 de diciembre de 1951 - 22 de abril de 2020) fue una actriz pornográfica estadounidense.

## Biografía
Samantha Fox, nombre artístico de Stasia Therese Angela Micula, nació en diciembre de 1951 en la ciudad de Nueva York. Durante su infancia y juventud comenzó a bailar de forma profesional. Tras graduarse en el instituto trabajó en diversos negocios y llegó, incluso, a ser presentadora de un programa en una cadena local neoyorquina. En 1976, con 24 años, entró en la industria pornográfica y debutó como actriz. Un año más tarde conoció al productor de cine erótico Chuck Vincent, quien la contrató para ser la protagonista principal de la película Bad Penny, en 1978, papel que la encumbró a ser una de las actrices icono y referente de la Edad de oro del porno.
Como actriz, trabajó para estudios como Western Visuals, Caballero, VCR, Command Video, VCA Pictures, Alpha Blue, Metro, Ribu Video, TGA Video, Unknown, Superior, Gourmet/GVC Video X Pix o Wet Video.
En sus películas tuvo principalmente papeles de mujeres de clase media. Con la llegada de los vídeos, de nuevas productoras y actrices, muchas de ellas operadas de pecho, su estrella en la industria empezó a declinar, lo que le llevó a verse alejada de la industria y con pequeños proyectos que le llegaron gracias a las amistades que todavía conservaba en la industria.
En 1984, en la primera edición de los Premios AVN, Fox fue nominada a la Mejor actriz de reparto por Babe.
Se retiró como actriz en 1985, con algo más de 160 películas. Fox siguió ligada a la industria pornográfica realizando diversas críticas cinematográficas de los nuevos proyectos. En 2003 fue incluida en el salón de la fama de AVN.
Falleció en su Nueva York natal el 22 de abril del año 2020, a los 69 años, por complicaciones cardiovasculares derivadas de la infección por coronavirus.
Algunas películas suyas fueron Amanda By Night, Beyond the Blue, Candi Girl, Dallas School Girls, Fascination, Girl Like That, In Love, Luscious, Nasty Nurses, Pink Ladies, Sizzle o The Filthy Rich.

## Premios y nominaciones
| Año  | Ceremonia   | Resultado | Premio                  | Trabajo     |
| ---- | ----------- | --------- | ----------------------- | ----------- |
| 1980 | AFAA Awards | Ganadora  | Mejor actriz            | Jack+Jill   |
| 1981 | AFAA Awards | Ganadora  | Mejor actriz            | Tramp       |
| 1983 | AFAA Awards | Ganadora  | Mejor actriz            | Undercovers |
| 1984 | Premios AVN | Nominada  | Mejor actriz de reparto | Babe        |